# 臺灣地區限制或禁止水域
臺灣地區限制或禁止水域，簡稱禁限制水域，是中華民國政府依据《臺灣地區與大陸地區人民關係條例》设定的禁止中國大陸籍船舶进入的海域。范围与中華民國領海重叠，但不完全相同，法源亦不相同:13。
台灣研究者稱，中國大陸籍船隻在臺灣地區限制或禁止水域航行，无法要求比照国际法（海洋法）上的权利，如无害通过权:13。
2010年代以来，中华人民共和国地方政府部门将臺灣地區限制或禁止水域称为「敏感海域」或「敏感水域」。2024年金門近海快艇翻覆事故后，中華人民共和國中央政府部门公开否认臺灣地區限制或禁止水域的存在。

## 历史
1949年6月起，中華民國政府开始执行关闭政策，长期控制、军事封锁台灣海峽，中華民國海軍可搜捕、击毁中國大陸籍军民船只。至1970年代，中國大陸籍军民船只长期避免通过台湾海峡。随中國人民解放軍實力逐步增强，方才突破中华民国海軍的军事封锁。1974年1月，中国人民解放军海军舰队首航台湾海峡。1979年5月，中國大陸籍民用货船在台湾海峡复航。9月12日，中華民國政府發佈公告中止《戡乱时期截断匪区海上交通办法》，被视为法理上终止关闭政策:99。1983年11月，中國大陸籍客轮在台湾海峡复航。
1987年7月，中華民國政府宣布台灣解嚴。11月，開放兩岸探親。两岸民众交流日益频繁的同时，中國大陸籍船只大量进入臺灣地區海域捕渔、从事非法交易。在此背景下，1988年2月，趙少康在立法院提案，即日后成案的《臺灣地區與大陸地區人民關係條例》，以规范两岸人民活动及各项事务:32—33。
1992年1月15日，中華民國交通部交法發字第8101號令废除了允许中華民國海軍、中華民國空軍搜捕、击毁中國大陸籍船只的《投匪資匪之輪船公司及船隻緊急處置辦法》。7月16日，立法院三读通过《臺灣地區與大陸地區人民關係條例》。7月31日，李登輝簽署總統令公佈，自1992年9月18日起施行。10月7日，中華民國國防部依《臺灣地區與大陸地區人民關係條例》第二十九条，公告“臺灣地區限制或禁止水域”范围:33。11月7日，金馬結束戰地政務實驗時期，兩地解嚴。
1998年6月24日，中華民國國防部第一次修正“臺灣地區限制或禁止水域”范围。2004年6月7日，中華民國國防部发布（93）猛狮字第0930001493号公告，第二次修正“臺灣地區限制或禁止水域”范围。两次公告变动，变动范围不大:33—34。2018年5月25日，公告修正台灣、澎湖及東沙地區限制、禁止水域範圍及事項，同年6月1日生效。2024年金門近海快艇翻覆事故发生后的2月19日，中天電視《大新聞大爆卦》中，前立委郭正亮引述曾在小金門擔任少將師長的栗正傑的說法称，中華民國國防部最初公告的“臺灣地區限制或禁止水域”范围是根據机枪射程範圍设定。如果大陆船舶進入機槍射程範圍，若另有目的，就會造成安全疑慮。
2000年代后，中國大陸籍渔船越界进入限制或禁止水域捕鱼、割盗渔具更为常见。2015年4月21日，立法院三读通过《臺灣地區與大陸地區人民關係條例》修正案，提高第80-1條的罰鍰金額，用以嚇阻越界的中國大陸籍渔船:2。

## 中华人民共和国官方应对
基于中華人民共和國政府的主权主张，「臺灣地區限制或禁止水域」处于中华人民共和国领海范围内。
1992年11月27日，中华人民共和国交通部下发《关于我商船航行以台湾海峡问题的批复》，回复中国远洋运输总公司，“为保证船舶的安全，在选择航线时，不要选择台湾海峡中线以东的海域和国民党占驻岛屿10海里以内的海域。航行中也不要进入上述海域。”
2000年代后，中华人民共和国方面在实务中，将之称为“敏感海域”。2004年8月10日，中共福建省委台湾工作办公室在连江县筱埕镇定海村启动“涉台教育进渔村”，引导渔民“掌握和了解与台湾有关人员接触应注意的问题和到敏感海域作业可能引发的后果等”，并将向福建全省沿海渔村推开。次年7月，活动仍在持续。2017年4月20日，福建省人民政府渔业厅对连江县海洋与渔业部门及苔菉镇、黄岐镇、筱埕镇、安凯乡、琯头镇进行约谈，要求连江县遏制当地渔船到敏感海域作业。4月30日，连江县人民政府下发《通知》，提及对进入敏感海域渔民的管理、处罚、惩戒。2022年7月，福建省漳州市、石狮市（隶属泉州市）、浙江省台州市的政府部门陆续要求当地渔民「嚴禁進入敏感水域」。石狮市渔民称“有關部門口頭指示勿靠近釣魚島和台灣的近海。”2023年1月，连江县苔菉镇人民政府联合中华人民共和国福建海事局福州海事局、中华人民共和国交通运输部东海航海保障中心上海海图中心、移动公司等在当地展开活动，强调“不得前往敏感海域等安全注意事项”。
2024年金門近海快艇翻覆事故后，中華人民共和國中央政府部门公开否认「臺灣地區限制或禁止水域」的存在。2024年3月13日，中共中央台湾工作办公室例行新聞發佈會上，發言人陳斌華表示，“民進黨利用‘2.14惡性撞船事件’，站隊美國，並支持美方所謂的臺海‘國際水域說’，企圖將臺灣海峽國際化”，強調海峽兩岸都是中國的領土，中國對臺灣海峽享有主權、主權權利和管轄權，根據《聯合國海洋法公約》和中國國內法，臺灣海峽水域分別為中國內水、領海、毗連區和專屬經濟區，不存在所謂的“國際水域”；他補充根據《聯合國海洋法公約》相關條款規定，其他國家的船舶可以“無害通過”臺灣海域部分水域，臺灣海峽一直是全球貿易最繁忙的運輸通道之一。

## 相关規定
现行《臺灣地區與大陸地區人民關係條例》第二十九條，“大陸船舶、民用航空器及其他運輸工具，非經主管機關許可，不得進入臺灣地區限制或禁止水域、臺北飛航情報區限制區域。前項限制或禁止水域及限制區域，由國防部公告之。第一項許可辦法，由交通部會同有關機關擬訂，報請行政院核定之。”
第三十二條，“大陸船舶未經許可進入臺灣地區限制或禁止水域，主管機關得逕行驅離或扣留其船舶、物品，留置其人員或為必要之防衛處置。前項扣留之船舶、物品，或留置之人員，主管機關應於三個月內為下列之處分：一、扣留之船舶、物品未涉及違法情事，得發還；若違法情節重大者，得沒入。二、留置之人員經調查後移送有關機關依本條例第十八條收容遣返或強制其出境。本條例實施前，扣留之大陸船舶、物品及留置之人員，已由主管機關處理者，依其處理。”

## 各限制或禁止水域
各限制或禁止水域的范围及事项公告，参见中華民國海洋委員會綜合規劃處于民國108年12月出版的:1446后一页《海洋法令彙編》，民國112年3月发布《海洋法令彙編再版》。
水域范围仅涉及臺灣、澎湖、東沙、金門、東碇、烏坵、馬祖、東引、亮島、南沙地區，未涉及釣魚臺列嶼、中沙群岛以及除太平島以外的南沙地區。

### 臺灣、澎湖、東沙地區限制禁止水域
- 范围及公告事项，参见：《海洋法令彙編》[14]:叁—6至叁—8、《海洋法令彙編再版》[15]:叁—6至叁—8。

- 台灣、澎湖、綠島、蘭嶼、彭佳嶼、小琉球、七星岩及東沙地區之禁止水域範圍與領海範圍（自領海基線起12浬海域）一致，限制水域範圍則與鄰接區（中国大陆称毗连区）範圍（自領海基線起24浬海域）一致。

### 金門地區限制禁止水域
- 范围及公告事项，参见：《海洋法令彙編》[14]:叁—9、《海洋法令彙編再版》[15]:叁—9。
- 限制水域範圍：
  - 大金門地區低潮線向外延伸東方海面四千至六千公尺，南方海面八千至一萬公尺，北碇以東海面四千公尺，大、二膽南海面二千公尺一線以內海域[d]；
  - 東碇島周邊低潮線向外延伸四千至六千公尺以內海域[e]；
  - 烏坵地區（大、小坵）周邊低潮線向外延伸四千至六千公尺以內海域[e]。
- 禁止水域範圍：
  - 大金門地區低潮線向外延伸東方海面四千公尺，南方海面八千公尺，馬山北方一千五百公尺，北碇以東海面四千公尺，大、二膽北、西、南海面二千公尺，小金門西海面、檳榔嶼、三腳礁、牛心礁、赤角礁一線以內海域[d]；
  - 東碇島周邊低潮線向外延伸四千公尺以內海域[e]；
  - 烏坵地區（大、小坵）周邊低潮線向外延伸四千公尺以內海域[e]。

台湾海峡进出厦门港翔安港区的船只使用猛虎嶼和大膽島间的“刘五店航道”进入厦门岛东侧的厦门东侧水道。中华民国交通部于2015年12月16日开放刘五店航道金门水域航段。

### 馬祖地區限制禁止水域
- 范围及公告事项，参见：《海洋法令彙編》[14]:叁—10、《海洋法令彙編再版》[15]:叁—10。
- 限制水域範圍：
  - 南竿、北竿、高登、莒光地區（東莒、西莒）等島嶼周邊低潮線向外延伸四千至六千公尺以內海域[d]；
  - 東引地區周邊低潮線向外延伸四千至六千公尺以內海域[e]；
  - 亮島周邊低潮線向外延伸四千至六千公尺以內海域[d]。
- 禁止水域範圍：
  - 南竿、北竿、高登、莒光地區（東莒、西莒）等島嶼周邊低潮線向外延伸四千公尺以內海域[d]；
  - 東引地區周邊低潮線向外延伸四千公尺以內海域[e]；
  - 亮島周邊低潮線向外延伸四千公尺以內海域[d]。

### 南沙（太平岛）地區限制禁止水域
- 范围及公告事项，参见：《海洋法令彙編》[14]:叁—11、《海洋法令彙編再版》[15]:叁—11。
- 限制水域範圍：太平島周邊低潮線向外延伸四千至六千公尺以內海域；
- 禁止水域範圍：太平島周邊低潮線向外延伸四千公尺以內海域。

## 备注
1. 1 2 3  行政院海岸巡防署、臺灣警察專科學校合辦2015年『海域執法理論與實務研討會』中，姚洲典、伍姿蓉撰写的论文《維護漁權探討防制與查處大陸漁船越界之因應對策》[10]。
2. ↑  限缩马祖地区限制禁止水域范围，水域改为由南竿与莒光各自向外延申4-6km。
3. ↑  扩张东沙群岛与东碇岛限制禁止水域范围，东沙群岛限制禁止水域由向外延申4-6km改为12-24nmi，东碇岛限制禁止水域由向外延申3-5km改为4-6km。
4. 1 2 3 4 5 6  相关水域完全位于中华人民共和国领海基点连线内侧，即位于中华人民共和国内水。
5. 1 2 3 4 5 6  相关岛屿为中华人民共和国划定的领海基点，相关水域分别位于中华人民共和国内水与领海。